# Genoa Cricket and Football Club 2020-2021
Questa voce raccoglie le informazioni riguardanti il Genoa Cricket and Football Club nelle competizioni ufficiali della stagione 2020-2021.

## Stagione
Dopo la salvezza ottenuta all'ultima giornata della stagione 2019-2020, la società sceglie Rolando Maran come nuovo tecnico della squadra rossoblu.
La squadra comincia la stagione 2020-2021 con una notizia estremamente negativa, in quanto successivamente alla sconfitta alla seconda giornata a Napoli, vengono registrati 15 tesserati(tra giocatori e staff tecnico) positivi al Covid-19 (nessuna squadra ha registrato in stagione un numero di positivi così alto nello stesso momento), motivo per cui il club è stato costretto a chiedere il rinvio della partita successiva.
Le tante positività riscontrate condizionano l'avvio stagionale del Grifone, che stenta a fare risultati, rimanendo nei bassifondi della classifica. Dopo la sconfitta alla tredicesima giornata contro il Benevento Maran viene sollevato dall'incarico, venendo sostituito da Davide Ballardini(alla quarta avventura sulla panchina genoana). Il neo tecnico riesce immediatamente a dare una svolta alla stagione rossoblù(come nei suoi precedenti subentri in panchina) inanellando una serie di risultati positivi che conducono il genoa rapidamente fuori dalla zona retrocessione fino ad arrivare a una tranquillo centro classifica.
I rossoblù proseguono la stagione con una buona media punti, anche grazie ad alcuni rinforzi nel mercato invernale come l'arrivo di Kevin Strootman e l'ottimo rendimento di alcuni giocatori come Davide Zappacosta(infortunato nella prima parte di stagione), della coppia offensiva Gianluca Scamacca e Mattia Destro, dell'estro di Eldor Shomurodov e di una solida difesa. Il rendimento della squadra cala leggermente verso la fine della stagione, ma a salvezza pressoché acquisita, ciononostante il Genoa conclude positivamente la stagione chiudendo all'undicesimo posto in classifica a 42 punti.

## Divise e sponsor
Lo sponsor tecnico per la stagione 2020-2021 è Kappa. Sulle divise da gioco non è presente un main sponsor.
| Casa | Trasferta | Terza divisa |
| ---- | --------- | ------------ |

## Organigramma societario
Area direttiva
- Presidente: Enrico Preziosi
- Vicepresidente: Giovanni Blondet
- Amministratore Delegato: Alessandro Zarbano
- Direttore Generale Corporate: Flavio Ricciardella
- Club Manager: Marco Rossi
- Responsabile Amministrativo: Viktoria Grattarola

Area comunicazione e marketing
- Segretario Generale: Diodato Abagnara
- Responsabile Marketing, Social Media & Innovation: Daniele Bruzzone
- Responsabile Comunicazione: Dino Storace
- Responsabile Biglietteria: Marco Trucco
- Dirigente addetto all'arbitro: Daniele Grieco
- Responsabile sicurezza stadio: Matteo Sanna
- Responsabile stewarding: Roberto Lagomarsino
- Responsabile Ufficio Acquisti e Logistica: Alessio Vernazza

Area sportiva
- Direttore Sportivo: Daniele Faggiano[3]; Francesco Marroccu[4]
- Team Manager: Marco Pellegri
- Responsabile amministrazione, pianificazione e controllo: Giampaolo Marcheggiani
- Responsabile settore giovanile: Michele Sbravati

Area tecnica
- Allenatore: Rolando Maran, poi Davide Ballardini
- Vice allenatore: Christian Maraner, poi Carlo Regno
- Preparatori atletici: Roberto De Bellis (fino al 21 dicembre 2020), Alessandro Pilati, Filippo Gatto, Stefano Melandri (dal 21 dicembre 2020)
- Collaboratori tecnici: Gianluca Maran (fino al 21 dicembre 2020), Andrea Tonelli (fino al 21 dicembre 2020), Roberto Murgita (dal 21 dicembre 2020), Roberto Beni (dal 21 dicembre 2020)
- Preparatore portieri: Walter Bressan, poi Alessio Scarpi
- Assistente preparatore portieri: Stefano Raggio Garibaldi

Area sanitaria
- Responsabile Sanitario: Pietro Gatto
- Medico Sociale: Marco Stellatelli
- Massofisioterapista: Pietro Cistaro, Matteo Perasso, Federico Campofiorito

## Rosa
Rosa aggiornata al 28 gennaio 2021.
| N. |                               | Ruolo | Calciatore                   |
| -- | ----------------------------- | ----- | ---------------------------- |
| 1  | Italia (bandiera)             | P     | Mattia Perin                 |
| 2  | Colombia (bandiera)           | D     | Cristián Zapata              |
| 3  | Italia (bandiera)             | D     | Federico Valietti            |
| 4  | Italia (bandiera)             | D     | Domenico Criscito (capitano) |
| 5  | Italia (bandiera)             | D     | Edoardo Goldaniga            |
| 8  | Danimarca (bandiera)          | C     | Lukas Lerager                |
| 9  | Italia (bandiera)             | A     | Gianluca Scamacca            |
| 11 | Svizzera (bandiera)           | C     | Valon Behrami                |
| 13 | Italia (bandiera)             | D     | Mattia Bani                  |
| 14 | Italia (bandiera)             | D     | Davide Biraschi              |
| 15 | Polonia (bandiera)            | C     | Filip Jagiełło               |
| 16 | Slovenia (bandiera)           | C     | Miha Zajc                    |
| 17 | Croazia (bandiera)            | C     | Petar Brlek                  |
| 17 | Italia (bandiera)             | C     | Manolo Portanova             |
| 18 | Italia (bandiera)             | D     | Paolo Ghiglione              |
| 19 | Macedonia del Nord (bandiera) | A     | Goran Pandev (vicecapitano)  |
| 20 | Paesi Bassi (bandiera)        | C     | Kevin Strootman              |
| 21 | Serbia (bandiera)             | C     | Ivan Radovanović             |
| 22 | Italia (bandiera)             | P     | Federico Marchetti           |
| 23 | Italia (bandiera)             | A     | Mattia Destro                |
| 24 | Italia (bandiera)             | C     | Filippo Melegoni             |
| 25 | Argentina (bandiera)          | A     | Claudio Spinelli             |
| 25 | Camerun (bandiera)            | D     | Jérôme Onguéné               |
| 26 | Romania (bandiera)            | A     | Claudiu Micovschi            |
| 27 | Italia (bandiera)             | C     | Stefano Sturaro              |

| N. |                         | Ruolo | Calciatore        |
| -- | ----------------------- | ----- | ----------------- |
| 28 | Kosovo (bandiera)       | C     | Erion Sadiku      |
| 28 | Spagna (bandiera)       | A     | Raúl Asencio      |
| 29 | Italia (bandiera)       | C     | Francesco Cassata |
| 30 | Italia (bandiera)       | A     | Giuseppe Caso     |
| 32 | Italia (bandiera)       | P     | Alberto Paleari   |
| 33 | Argentina (bandiera)    | D     | Marcos Curado     |
| 37 | Croazia (bandiera)      | A     | Marko Pjaca       |
| 38 | Rep. Ceca (bandiera)    | P     | Lukáš Zima        |
| 45 | Svezia (bandiera)       | A     | Joel Asoro        |
| 47 | Croazia (bandiera)      | C     | Milan Badelj      |
| 55 | Italia (bandiera)       | D     | Andrea Masiello   |
| 56 | Paesi Bassi (bandiera)  | A     | Denilho Cleonise  |
| 61 | Uzbekistan (bandiera)   | A     | Eldor Shomurodov  |
| 65 | Italia (bandiera)       | C     | Nicolò Rovella    |
| 70 | Italia (bandiera)       | A     | Vittorio Parigini |
| 71 | Italia (bandiera)       | P     | Giuseppe Agostino |
| 77 | Italia (bandiera)       | D     | Davide Zappacosta |
| 79 | Svizzera (bandiera)     | A     | Darian Males      |
| 88 | Italia (bandiera)       | D     | Luca Pellegrini   |
| 89 | Francia (bandiera)      | C     | Steeve Eyango     |
| 90 | Moldavia (bandiera)     | D     | Daniel Dumbrăvanu |
| 91 | Sierra Leone (bandiera) | A     | Yayah Kallon      |
| 99 | Germania (bandiera)     | D     | Lennart Czyborra  |
|    | Serbia (bandiera)       | D     | Ivan Lakićević    |

## Calciomercato

### Sessione estiva(dal 1/9 al 5/10)
| Acquisti         | Acquisti            | Acquisti            | Acquisti                                              |
| R.               | Nome                | da                  | Modalità                                              |
| ---------------- | ------------------- | ------------------- | ----------------------------------------------------- |
| P                | Alberto Paleari     | Cittadella          | prestito                                              |
| P                | Mattia Perin        | Juventus            | rinnovo prestito                                      |
| D                | Mattia Bani         | Bologna             | prestito con obbligo di riscatto                      |
| D                | Antonio Candela     | Olbia               | fine prestito                                         |
| D                | Marcos Curado       | Crotone             | fine prestito                                         |
| D                | Lennart Czyborra    | Atalanta            | prestito biennale con obbligo di riscatto (5,5 mln €) |
| D                | Jawad El Yamiq      | Real Saragozza      | fine prestito                                         |
| D                | Edoardo Goldaniga   | Sassuolo            | rinnovo prestito                                      |
| D                | Koray Günter        | Verona              | fine prestito                                         |
| D                | Paweł Jaroszyński   | Salernitana         | fine prestito                                         |
| D                | Ivan Lakićević      | Venezia             | fine prestito                                         |
| D                | Davide Zappacosta   | Chelsea             | prestito                                              |
| C                | Kevin Agudelo       | Fiorentina          | fine prestito                                         |
| C                | Milan Badelj        | Lazio               | definitivo(5 mln €)                                   |
| C                | Petar Brlek         | Ascoli              | fine prestito                                         |
| C                | Francesco Cassata   | Sassuolo            | riscatto del cartellino (7 mln €)                     |
| C                | Oscar Hiljemark     | Dinamo Mosca        | fine prestito                                         |
| C                | Filippo Melegoni    | Atalanta            | prestito biennale con obbligo di riscatto             |
| C                | Stephane Omeonga    | Cercle Bruges       | fine prestito                                         |
| C                | András Schäfer      | DAC Dunajská Streda | fine prestito                                         |
| C                | Miha Zajc           | Fenerbahçe          | prestito con diritto di riscatto a 3 mln €            |
| A                | Raúl Asencio        | Cosenza             | fine prestito                                         |
| A                | Joel Asoro          | Swansea City        | prestito                                              |
| A                | Giuseppe Caso       | Arezzo              | definitivo                                            |
| A                | Nicola Dalmonte     | Trapani             | fine prestito                                         |
| A                | Mattia Destro       | Bologna             | svincolato                                            |
| A                | Gianluca Lapadula   | Lecce               | fine prestito                                         |
| A                | Sinan Gümüş         | Antalyaspor         | fine prestito                                         |
| A                | Vittorio Parigini   | Cremonese           | fine prestito                                         |
| A                | Andrea Pinamonti    | Inter               | riscatto del cartellino (19,5 milioni €)              |
| A                | Marko Pjaca         | Juventus            | prestito                                              |
| A                | Gianluca Scamacca   | Sassuolo            | prestito                                              |
| A                | Eldor Shomurodov    | Rostov              | definitivo (8 mln €)                                  |
| A                | Claudio Spinelli    | Gimnasia (LP)       | fine prestito                                         |
| Altre operazioni |                     |                     |                                                       |
| R.               | Nome                | da                  | Modalità                                              |
| D                | Federico Valietti   | Carrarese           | fine prestito                                         |
| D                | Luigi Carillo       | Sambenedettese      | fine prestito                                         |
| D                | Fallou Njie         | Avellino            | fine prestito                                         |
| C                | Giacomo Calò        | Juve Stabia         | fine prestito                                         |
| C                | Nermin Karić        | Avellino            | fine prestito                                         |
| C                | Claudiu Micovschi   | Avellino            | fine prestito                                         |
| A                | Gabriel Charpentier | Spartaks Jūrmala    | definitivo                                            |
| A                | Darian Males        | Inter               | prestito con diritto di riscatto e controriscatto     |

| Cessioni         | Cessioni            | Cessioni            | Cessioni                                     |
| R.               | Nome                | a                   | Modalità                                     |
| ---------------- | ------------------- | ------------------- | -------------------------------------------- |
| P                | Salvador Ichazo     | Danubio             | svincolato                                   |
| P                | Mattia Perin        | Juventus            | fine prestito                                |
| D                | Antonio Barreca     | Monaco              | fine prestito                                |
| D                | Antonio Candela     | Pergolettese        | prestito                                     |
| D                | Marcos Curado       | Frosinone           | prestito con diritto di riscatto             |
| D                | Jawad El Yamiq      | Real Valladolid     | definitivo                                   |
| D                | Edoardo Goldaniga   | Sassuolo            | fine prestito                                |
| D                | Koray Günter        | Verona              | definitivo (2 milioni €)                     |
| D                | Paweł Jaroszyński   | Pescara             | definitivo                                   |
| D                | Cristian Romero     | Juventus            | fine prestito                                |
| D                | Adama Soumaoro      | Lilla               | fine prestito                                |
| C                | Kevin Agudelo       | Spezia              | prestito con diritto di riscatto             |
| C                | Sebastian Eriksson  | IFK Göteborg        | svincolato                                   |
| C                | Oscar Hiljemark     |                     | svincolato                                   |
| C                | Filip Jagiełło      | Brescia             | prestito                                     |
| C                | Stephane Omeonga    | Pescara             | definitivo                                   |
| C                | Marko Pajač         | Cagliari            | fine prestito                                |
| C                | Rômulo              |                     | svincolato                                   |
| C                | András Schäfer      | DAC Dunajská Streda | rinnovo prestito                             |
| A                | Raúl Asencio        | Pescara             | prestito                                     |
| A                | Gabriel Charpentier | Reggina             | prestito                                     |
| A                | Nicola Dalmonte     | L.R. Vicenza        | prestito                                     |
| A                | Iago Falque         | Torino              | fine prestito                                |
| A                | Andrea Favilli      | Verona              | prestito                                     |
| A                | Sinan Gümüş         | Fenerbahçe          | svincolato                                   |
| A                | Christian Kouamé    | Fiorentina          | riscatto del cartellino (11 milioni €)       |
| A                | Gianluca Lapadula   | Benevento           | definitivo (4 milioni €)                     |
| A                | Andrea Pinamonti    | Inter               | definitivo (8 milioni + 12 milioni di bonus) |
| A                | Antonio Sanabria    | Betis               | fine prestito                                |
| A                | Claudio Spinelli    | Koper               | prestito                                     |
| Altre operazioni |                     |                     |                                              |
| R.               | Nome                | a                   | Modalità                                     |
| D                | Matteo Piccardo     | Pergolettese        | prestito                                     |
| C                | Giacomo Calò        | Pordenone           | prestito                                     |
| C                | Nermin Karić        | Südtirol            | prestito                                     |

### Sessione invernale(dal 04/01 al 01/02)
| Acquisti         | Acquisti            | Acquisti            | Acquisti      |
| R.               | Nome                | da                  | Modalità      |
| ---------------- | ------------------- | ------------------- | ------------- |
| D                | Jérôme Onguéné      | Salisburgo          | prestito      |
| C                | Nicolò Rovella      | Juventus            | prestito      |
| C                | Erion Sadiku        | Varberg             | definitivo    |
| C                | Kevin Strootman     | Olympique Marsiglia | prestito      |
| A                | Raúl Asencio        | Pescara             | fine prestito |
| Altre operazioni |                     |                     |               |
| R.               | Nome                | da                  | Modalità      |
| C                | Manolo Portanova    | Juventus U23        | definitivo    |
| A                | Gabriel Charpentier | Reggina             | fine prestito |
| A                | Elia Petrelli       | Juventus U23        | definitivo    |

| Cessioni         | Cessioni            | Cessioni     | Cessioni                         |
| R.               | Nome                | a            | Modalità                         |
| ---------------- | ------------------- | ------------ | -------------------------------- |
| D                | Mattia Bani         | Parma        | prestito                         |
| D                | Ivan Lakićević      |              | rescissione contratto            |
| C                | Petar Brlek         | Osijek       | definitivo                       |
| C                | Lukas Lerager       | Copenaghen   | prestito con obbligo di riscatto |
| C                | Nicolò Rovella      | Juventus     | definitivo                       |
| C                | Lasse Schöne        |              | rescissione contratto            |
| C                | Stefano Sturaro     | Verona       | prestito con diritto di opzione  |
| A                | Raúl Asencio        | SPAL         | prestito                         |
| A                | Joel Asoro          | Swansea City | fine prestito                    |
| A                | Vittorio Parigini   | Ascoli       | prestito                         |
| Altre operazioni |                     |              |                                  |
| R.               | Nome                | a            | Modalità                         |
| A                | Gabriel Charpentier | Ascoli       | prestito                         |
| A                | Claudiu Micovschi   | Reggina      | prestito                         |
| A                | Elia Petrelli       | Reggina      | prestito                         |

### Operazioni successive alla data di calciomercato
| Acquisti | Acquisti | Acquisti | Acquisti |
| R.       | Nome     | da       | Modalità |
| -------- | -------- | -------- | -------- |

| Cessioni | Cessioni     | Cessioni | Cessioni      | Cessioni |
| R.       | Nome         | a        | Modalità      |          |
| -------- | ------------ | -------- | ------------- | -------- |
| A        | Darian Males | Inter    | fine prestito |          |

## Risultati

### Serie A

#### Girone d'andata
| Arbitro: | Ayroldi (Molfetta) |

|                                              |           |             |
| Destro 6’ Pandev 9’ Zappacosta 34’ Pjaca 75’ | Marcatori | 28’ Rivière |

| Arbitro: | Sacchi (Macerata) |

|                                                                  |           |  |
| Lozano 10’, 65’ Zielinski 46’ Mertens 57’ Elmas 69’ Politano 72’ | Marcatori |  |

| Arbitro: | Chiffi (Padova) |

|                |           |                                     |
| Scamacca 90+4’ | Marcatori | 10’ Lukić 26’ (aut.) Lu. Pellegrini |

| Verona 19 ottobre 2020, ore 20:45 CEST 4ª giornata | Verona           | 0 – 0 referto | Genoa | Stadio Marcantonio Bentegodi (1 000 spett.)\| Arbitro: \| Rapuano (Rimini) \| |
| Arbitro:                                           | Rapuano (Rimini) |               |       |                                                                               |

| Arbitro: | Massa (Imperia) |

|  |           |                           |
|  | Marcatori | 64’ Lukaku 79’ D'Ambrosio |

| Arbitro: | La Penna (Roma) |

|            |           |              |
| Jankto 23’ | Marcatori | 28’ Scamacca |

| Arbitro: | Irrati (Pistoia) |

|           |           |                            |
| Pjaca 50’ | Marcatori | 45+2’, 66’, 85’ Mkhitaryan |

| Arbitro: | Calvarese (Teramo) |

|             |           |  |
| De Paul 34’ | Marcatori |  |

| Arbitro: | Mariani (Aprilia) |

|                |           |                   |
| Shomurodov 50’ | Marcatori | 10’, 47’ Gervinho |

| Arbitro: | Doveri (Roma) |

|                  |           |           |
| Milenković 90+8’ | Marcatori | 89’ Pjaca |

| Arbitro: | Di Bello (Brindisi) |

|             |           |                                           |
| Sturaro 61’ | Marcatori | 57’ Dybala 78’ (rig.), 89’ (rig.) Ronaldo |

| Arbitro: | Orsato (Schio) |

|                 |           |                         |
| Destro 47’, 60’ | Marcatori | 52’ Calabria 83’ Kalulu |

| Arbitro: | Giua (Olbia) |

|                               |           |  |
| R. Insigne 57’ Sau 89’ (rig.) | Marcatori |  |

| Arbitro: | Massa (Imperia) |

|           |           |                                |
| Nzola 10’ | Marcatori | 15’ Destro 75’ (rig.) Criscito |

| Arbitro: | Calvarese (Teramo) |

|            |           |                     |
| Destro 58’ | Marcatori | 15’ (rig.) Immobile |

| Arbitro: | Fabbri (Ravenna) |

|                        |           |                |
| Boga 52’ Raspadori 83’ | Marcatori | 64’ Shomurodov |

| Arbitro: | Doveri (Roma) |

|                     |           |  |
| Zajc 44’ Destro 55’ | Marcatori |  |

| Bergamo 17 gennaio 2021, ore 18:00 CET 18ª giornata | Atalanta           | 0 – 0 referto | Genoa | Gewiss Stadium (0 spett.)\| Arbitro: \| Marinelli (Tivoli) \| |
| Arbitro:                                            | Marinelli (Tivoli) |               |       |                                                               |

| Arbitro: | Di Bello (Brindisi) |

|            |           |  |
| Destro 10’ | Marcatori |  |

#### Girone di ritorno
| Arbitro: | Giacomelli (Trieste) |

|  |           |                              |
|  | Marcatori | 24’, 50’ Destro 29’ Czyborra |

| Arbitro: | Manganiello (Pinerolo) |

|                 |           |              |
| Pandev 11’, 26’ | Marcatori | 79’ Politano |

| Torino 13 febbraio 2021, ore 15:00 CET 22ª giornata | Torino          | 0 – 0 referto | Genoa | Stadio Olimpico Grande Torino (0 spett.)\| Arbitro: \| Pasqua (Tivoli) \| |
| Arbitro:                                            | Pasqua (Tivoli) |               |       |                                                                           |

| Arbitro: | Marchetti (Ostia Lido) |

|                             |           |                      |
| Shomurodov 48’ Badelj 90+4’ | Marcatori | 17’ Ilić 61’ Faraoni |

| Arbitro: | Chiffi (Padova) |

|                                   |           |  |
| Lukaku 1’ Darmian 69’ Sánchez 77’ | Marcatori |  |

| Arbitro: | Pairetto (Nichelino) |

|                |           |             |
| Zappacosta 52’ | Marcatori | 77’ Tonelli |

| Arbitro: | Fabbri (Ravenna) |

|             |           |  |
| Mancini 24’ | Marcatori |  |

| Arbitro: | Camplone (Pescara) |

|           |           |                    |
| Pandev 8’ | Marcatori | 30’ (rig.) De Paul |

| Arbitro: | Doveri (Roma) |

|           |           |                   |
| Pellè 16’ | Marcatori | 50’, 69’ Scamacca |

| Arbitro: | Maresca (Napoli) |

|            |           |              |
| Destro 13’ | Marcatori | 23’ Vlahović |

| Arbitro: | Di Bello (Brindisi) |

|                                       |           |              |
| Kulusevski 4’ Morata 22’ McKennie 70’ | Marcatori | 49’ Scamacca |

| Arbitro: | Calvarese (Teramo) |

|                               |           |            |
| Rebić 13’ Scamacca 68’ (aut.) | Marcatori | 37’ Destro |

| Arbitro: | Pairetto (Nichelino) |

|                 |           |                                 |
| Pandev 11’, 21’ | Marcatori | 5’ (rig.) N. Viola 15’ Lapadula |

| Arbitro: | Manganiello (Pinerolo) |

|                             |           |  |
| Scamacca 62’ Shomurodov 86’ | Marcatori |  |

| Arbitro: | Giacomelli (Trieste) |

|                                                      |           |                                                       |
| Correa 30’, 56’ Immobile 43’ (rig.) Luis Alberto 48’ | Marcatori | 47’ (aut.) Marušić 80’ (rig.) Scamacca 81’ Shomurodov |

| Arbitro: | Mariani (Aprilia) |

|                |           |                           |
| Zappacosta 85’ | Marcatori | 14’ Raspadori 66’ Berardi |

| Arbitro: | Fourneau (Roma) |

|  |           |                                    |
|  | Marcatori | 13’ Zappacosta 61’ (rig.) Scamacca |

| Arbitro: | Marinelli (Tivoli) |

|                                       |           |                                                      |
| Shomurodov 48’, 84’ Pandev 67’ (rig.) | Marcatori | 9’ D. Zapata 26’ Malinovs'kyj 44’ Gosens 51’ Pašalić |

| Arbitro: | Meraviglia (Pistoia) |

|  |           |                |
|  | Marcatori | 15’ Shomurodov |

### Coppa Italia
| Arbitro: | Maggioni (Lecco) |

|                  |           |           |
| Scamacca 7’, 67’ | Marcatori | 84’ Fazio |

| Arbitro: | Fourneau (Roma) |

|           |           |                               |
| Verre 18’ | Marcatori | 60’, 72’ Scamacca 68’ Lerager |

| Arbitro: | Chiffi (Padova) |

|                                     |           |                           |
| Kulusevski 2’ Morata 23’ Rafia 104’ | Marcatori | 28’ Czyborra 74’ Melegoni |

## Statistiche

### Statistiche di squadra
| Competizione | Punti | In casa | In casa | In casa | In casa | In casa | In casa | In trasferta | In trasferta | In trasferta | In trasferta | In trasferta | In trasferta | Totale | Totale | Totale | Totale | Totale | Totale | DR  |
| Competizione | Punti | G       | V       | N       | P       | Gf      | Gs      | G            | V            | N            | P            | Gf           | Gs           | G      | V      | N      | P      | Gf     | Gs     | DR  |
| ------------ | ----- | ------- | ------- | ------- | ------- | ------- | ------- | ------------ | ------------ | ------------ | ------------ | ------------ | ------------ | ------ | ------ | ------ | ------ | ------ | ------ | --- |
| Serie A      | 42    | 19      | 5       | 7       | 7       | 29      | 30      | 19           | 5            | 5            | 9            | 18           | 28           | 38     | 10     | 12     | 16     | 47     | 58     | -11 |
| Coppa Italia | -     | 1       | 1       | 0       | 0       | 2       | 1       | 2            | 1            | 0            | 1            | 5            | 4            | 3      | 2      | 0      | 1      | 7      | 5      | +2  |
| Totale       | -     | 20      | 6       | 7       | 7       | 31      | 31      | 21           | 6            | 5            | 10           | 23           | 32           | 41     | 12     | 12     | 17     | 54     | 63     | -9  |

### Andamento in campionato
| Giornata  | 1 | 2 | 3  | 4  | 5  | 6  | 7  | 8  | 9  | 10 | 11 | 12 | 13 | 14 | 15 | 16 | 17 | 18 | 19 | 20 | 21 | 22 | 23 | 24 | 25 | 26 | 27 | 28 | 29 | 30 | 31 | 32 | 33 | 34 | 35 | 36 | 37 | 38 |
| --------- | - | - | -- | -- | -- | -- | -- | -- | -- | -- | -- | -- | -- | -- | -- | -- | -- | -- | -- | -- | -- | -- | -- | -- | -- | -- | -- | -- | -- | -- | -- | -- | -- | -- | -- | -- | -- | -- |
| Luogo     | C | T | C  | T  | C  | T  | C  | T  | C  | T  | C  | C  | T  | T  | C  | T  | C  | T  | C  | T  | C  | T  | C  | T  | C  | T  | C  | T  | C  | T  | T  | C  | C  | T  | C  | T  | C  | T  |
| Risultato | V | P | P  | N  | P  | N  | P  | P  | P  | N  | P  | N  | P  | V  | N  | P  | V  | N  | V  | V  | V  | N  | N  | P  | N  | P  | N  | V  | N  | P  | P  | N  | V  | P  | P  | V  | P  | V  |
| Posizione | 1 | 6 | 11 | 11 | 15 | 15 | 17 | 18 | 19 | 18 | 18 | 18 | 18 | 18 | 17 | 19 | 16 | 16 | 14 | 13 | 11 | 11 | 11 | 13 | 13 | 13 | 14 | 13 | 13 | 13 | 13 | 13 | 13 | 13 | 14 | 14 | 14 | 11 |

Legenda:

Luogo: C = Casa; T = Trasferta. Risultato: V = Vittoria; N = Pareggio; P = Sconfitta.

### Statistiche dei giocatori
| Giocatore      | Serie A  | Serie A | Serie A     | Serie A    | Coppa Italia | Coppa Italia | Coppa Italia | Coppa Italia | Totale   | Totale | Totale      | Totale     |
| Giocatore      | Presenze | Reti    | Ammonizioni | Espulsioni | Presenze     | Reti         | Ammonizioni  | Espulsioni   | Presenze | Reti   | Ammonizioni | Espulsioni |
| -------------- | -------- | ------- | ----------- | ---------- | ------------ | ------------ | ------------ | ------------ | -------- | ------ | ----------- | ---------- |
| J. Asoro       | 0        | 0       | 0           | 0          | 0            | 0            | 0            | 0            | 0        | 0      | 0           | 0          |
| M. Badelj      | 30       | 1       | 7           | 0          | 0            | 0            | 0            | 0            | 30       | 1      | 7           | 0          |
| M. Bani        | 11       | 0       | 4           | 0          | 2            | 0            | 1            | 0            | 13       | 0      | 5           | 0          |
| V. Behrami     | 26       | 0       | 3           | 1          | 0            | 0            | 0            | 0            | 26       | 0      | 3           | 1          |
| D. Biraschi    | 13       | 0       | 2           | 0          | 1            | 0            | 0            | 0            | 14       | 0      | 2           | 0          |
| P. Brlek       | 0        | 0       | 0           | 0          | 0            | 0            | 0            | 0            | 0        | 0      | 0           | 0          |
| G. Caso        | 2        | 0       | 0           | 0          | 0            | 0            | 0            | 0            | 2        | 0      | 0           | 0          |
| F. Cassata     | 8        | 0       | 2           | 0          | 1            | 0            | 0            | 0            | 9        | 0      | 2           | 0          |
| D. Cleonise    | 0        | 0       | 0           | 0          | 0            | 0            | 0            | 0            | 0        | 0      | 0           | 0          |
| D. Criscito    | 23       | 1       | 6           | 0          | 1            | 0            | 0            | 0            | 24       | 1      | 6           | 0          |
| L. Czyborra    | 17       | 1       | 2           | 0          | 2            | 1            | 0            | 0            | 19       | 2      | 2           | 0          |
| M. Destro      | 29       | 11      | 5           | 0          | 1            | 0            | 0            | 0            | 30       | 11     | 5           | 0          |
| D. Dumbrăvanu  | 0        | 0       | 0           | 0          | 1            | 0            | 1            | 0            | 1        | 0      | 1           | 0          |
| S. Eyango      | 3        | 0       | 0           | 0          | 1            | 0            | 0            | 0            | 4        | 0      | 0           | 0          |
| P. Ghiglione   | 23       | 0       | 4           | 0          | 3            | 0            | 2            | 0            | 26       | 0      | 6           | 0          |
| E. Goldaniga   | 26       | 0       | 8           | 0          | 2            | 0            | 1            | 0            | 28       | 0      | 9           | 0          |
| Y. Kallon      | 1        | 0       | 0           | 0          | 0            | 0            | 0            | 0            | 1        | 0      | 0           | 0          |
| I. Lakićević   | 0        | 0       | 0           | 0          | 0            | 0            | 0            | 0            | 0        | 0      | 0           | 0          |
| L. Lerager     | 16       | 0       | 0           | 0          | 3            | 1            | 0            | 0            | 19       | 1      | 0           | 0          |
| D. Males       | 0        | 0       | 0           | 0          | 1            | 0            | 0            | 0            | 1        | 0      | 0           | 0          |
| F. Marchetti   | 4        | -11     | 0           | 0          | 2            | -2           | 0            | 0            | 6        | -13    | 0           | 0          |
| A. Masiello    | 30       | 0       | 6           | 0          | 2            | 0            | 1            | 0            | 32       | 0      | 7           | 0          |
| F. Melegoni    | 14       | 0       | 1           | 0          | 3            | 1            | 0            | 0            | 17       | 1      | 1           | 0          |
| J. Onguéné     | 4        | 0       | 0           | 0          | 0            | 0            | 0            | 0            | 4        | 0      | 0           | 0          |
| A. Paleari     | 3        | -3      | 0           | 0          | 2            | -3           | 0            | 0            | 5        | -6     | 0           | 0          |
| G. Pandev      | 29       | 7       | 5           | 0          | 1            | 0            | 0            | 0            | 30       | 7      | 5           | 0          |
| V. Parigini    | 4        | 0       | 0           | 0          | 1            | 0            | 0            | 0            | 5        | 0      | 0           | 0          |
| M. Pjaca       | 35       | 3       | 0           | 0          | 3            | 0            | 0            | 0            | 38       | 3      | 0           | 0          |
| L. Pellegrini  | 11       | 0       | 2           | 0          | 1            | 0            | 1            | 0            | 12       | 0      | 3           | 0          |
| M. Perin       | 32       | -44     | 1           | 1          | 0            | 0            | 0            | 0            | 32       | -44    | 1           | 1          |
| M. Portanova   | 3        | 0       | 0           | 0          | 0            | 0            | 0            | 0            | 3        | 0      | 0           | 0          |
| I. Radovanović | 33       | 0       | 6           | 0          | 2            | 0            | 0            | 0            | 35       | 0      | 6           | 0          |
| N. Rovella     | 20       | 0       | 4           | 0          | 2            | 0            | 1            | 0            | 22       | 0      | 5           | 0          |
| E. Sadiku      | 0        | 0       | 0           | 0          | 0            | 0            | 0            | 0            | 0        | 0      | 0           | 0          |
| G. Scamacca    | 26       | 8       | 1           | 0          | 3            | 4            | 0            | 0            | 29       | 12     | 1           | 0          |
| L. Schöne      | 0        | 0       | 0           | 0          | 0            | 0            | 0            | 0            | 0        | 0      | 0           | 0          |
| E. Shomurodov  | 31       | 8       | 1           | 0          | 1            | 0            | 0            | 0            | 32       | 8      | 1           | 0          |
| K. Strootman   | 18       | 0       | 7           | 0          | 0            | 0            | 0            | 0            | 18       | 0      | 7           | 0          |
| C. Zapata      | 12       | 0       | 2           | 0          | 1            | 0            | 1            | 0            | 13       | 0      | 3           | 0          |
| D. Zappacosta  | 25       | 4       | 3           | 0          | 0            | 0            | 0            | 0            | 25       | 4      | 3           | 0          |
| S. Sturaro     | 6        | 1       | 1           | 0          | 1            | 0            | 1            | 0            | 7        | 1      | 2           | 0          |
| M. Zajc        | 31       | 1       | 4           | 0          | 1            | 0            | 0            | 0            | 32       | 1      | 4           | 0          |